# إيلاين هيندريكس
كاثرين إيلاين هيندريكس (بالإنجليزية: Katherine Elaine Hendrix) هي ممثلة ومغنية وراقصة و منتجة و ناشطة أمريكية ولدت في يوم 28 ديسمبر 1970 في بلدة أوك ريدج في ولاية تينيسي في الولايات المتحدة، مثلت في عدة أفلام منها فلم ذي بارينت تراب في سنة 1998 وفلم أداة مفتش 2 في 2003 ومثلت في الفلم الوثائقي المنبه الذي نعرفه في 2004.

## روابط خارجية
- إيلاين هيندريكس على موقع IMDb (الإنجليزية)
- إيلاين هيندريكس على موقع ألو سيني (الفرنسية)
- إيلاين هيندريكس على موقع ميوزك برينز (الإنجليزية)
- إيلاين هيندريكس على موقع أول موفي (الإنجليزية)
- إيلاين هيندريكس على موقع قاعدة بيانات الأفلام السويدية (السويدية)
- إيلاين هيندريكس على موقع إن إن دي بي (الإنجليزية)
- إيلاين هيندريكس على موقع قاعدة بيانات الفيلم (الإنجليزية)
- إيلاين هيندريكس على موقع كينوبويسك (الروسية)